# Tlokweng
Tlokweng este un sat în Botswana.